# Liste des sites et monuments classés de la wilaya de Jijel
Cet article présente une liste des sites et monuments classés de la wilaya de Jijel.

## Liste
| Id     | Identification du bien              | Datation        | Commune          | Coordonnées    | Catégorie du classement                     | Mesures et date de protection | Date de publication au Journal Officiel | Illustration    |                       |
| ------ | ----------------------------------- | --------------- | ---------------- | -------------- | ------------------------------------------- | --- | --------------------------------------- | --------------- | --------------------- |
| 18-001 | Site de Rabta                       | Antique         | Jijel            | à géolocaliser | Classé                                      | Inscrit sur l'inventaire général des biens culturels immobiliers par arrêté du 14/07/2007, après avis favorable de la commission nationale des biens culturels tenu le 12/10/2006. | N° 60 du 26/09/2007                     | Image manquante | Télécharger une image |
| 18-002 | Grottes de Taza                     | Préhistorique   | Ziama Mansouriah | à géolocaliser | Inscription sur l'inventaire supplémentaire | Inscrit sur l'inventaire supplémentaire Arrêté signé par le wali N° 675 du 12/05/2011                                                                                              | Arrêté non pub au journal officiel      | Image manquante | Télécharger une image |
| 18-003 | Site archéologique Choba Municipium | Antique         | Ziama Mansouriah | à géolocaliser | Inscription sur l'inventaire supplémentaire | Inscrit sur l'inventaire supplémentaire Arrêté signé par le wali N° 676 du 12/05/2011                                                                                              | Arrêté non pub au journal officiel      |                 | Télécharger une image |
| 18-004 | Site archéologique de Tissilil      | Antique         | Settara          | à géolocaliser | Ouverture d'instance de classement          | Ouverture d'instance de classement parmi les monuments et sites historiques en date du 09/02/2012                                                                                  | N° 06 du 12/02/2014                     | Image manquante | Télécharger une image |
| 18-005 | Grottes Merveilleuses               | Aucune datation | Ziama Mansouriah | à géolocaliser | Sites naturels                              | Classées parmi les sites et monuments naturels en date du 12/04/1948, Conformément à l'article 62 de l'ordonnance N° 67-281 du 20/12/1967                                          | N° 07 du 23/01/1968                     |                 | Télécharger une image |